# Fontaine du Palmier
A Fontaine du Palmier párizsi szökőkút, amelyet I. Napóleon francia császár uralkodásának idején állítottak. Az építmény a Place du Châteleten, a Châtelet metróállomás közelében található.
Párizsban még a 19. század elején is gondot jelentett sokak számára az ivóvízhez jutás, annak ellenére, hogy számos kutat építettek. Napóleon uralkodása alatt folytatódott a vízhálózat fejlesztése, megépült például a városba vizet hozó d’Ourcq-csatorna. A Fontaine du Palmier-t 1806-ban kezdték építeni, és 1808-ban adták át. Az építményt, a terület nevéről Chatalet-kútnak, illetve Győzelem-kútnak (Fontaine de la Victoire) is nevezték. Tervezője Francois Jean Bralle, Párizs főépítésze volt.
Az építmény alapja egy kerek medence, amelynek közepén egy talapzat, azon pedig egy – az antik római győzelmi jeleket idéző – oszlop áll. Az oszlopon abroncsok, közöttük Napóleon győztes csatahelyszíneinek neve olvasható. Az oszlop körül Louis Simon Boizot négy szobra áll, amely az Éberséget, az Igazságosságot, az Erőt és a Körültekintést testesíti meg. Az oszlop tetején arany színűre festett szárnyas angyal áll, kezében koszorúval. Ez a szobor másolat, Boizot eredeti alkotása a Musee Carnavalet-ben van.
Az 1850-es évek nagy átalakításai miatt a szökőkutat arrébb helyezték, valamint 1858-ben kiegészítették a ma is látható medencével, amelyet Gabriel Davioud tervezett. A vizet a szájából a medencébe csorgató négy szfinxszobor is ekkor került a talapzatra. Alkotójuk Henri Alfred Jacquemart szobrász volt.